# Gesellschaft für die Geschichte der Wissenschaften, der Medizin und der Technik
Die Gesellschaft für die Geschichte der Wissenschaften, der Medizin und der Technik (GWMT) ist eine deutsche wissenschafts-, medizin- und technikhistorische Fachgesellschaft. Ihr Sitz ist in Köln. Sie ist die mitgliederstärkste Vereinigung von Forschenden in diesen Bereichen im deutschsprachigen Raum. Sie veröffentlicht zweimal jährlich ein Nachrichtenblatt bzw. einen Newsletter und ist zudem Herausgeber der NTM Zeitschrift für Geschichte der Wissenschaften, Technik und Medizin.

## Geschichte
Die heutige Gesellschaft entstand 2017 durch Zusammenführung der Gesellschaft für Wissenschaftsgeschichte (GWG) mit der Deutschen Gesellschaft für die Geschichte der Medizin, Naturwissenschaft und Technik e. V. (DGGMNT), die am 25. September 1901 unter dem Namen Deutsche Gesellschaft für Geschichte der Medizin und der Naturwissenschaften von Karl Sudhoff unter Beteiligung von Friedrich Helfreich gegründet worden war. Die DGGMNT veröffentlichte seit 2008 vierteljährlich die Fachzeitschrift NTM Zeitschrift für Geschichte der Wissenschaften, Technik und Medizin und ein Nachrichtenblatt, das vom Vorstand der Gesellschaft herausgegeben wurde. 
Die ursprüngliche Fachgesellschaft DGGMNT spaltete sich und resultierte in der Gründung der GWG, nachdem es auf ihrer Jahrestagung 1964 in Würzburg zu heftigen Auseinandersetzungen gekommen war. Gegenstand des Konflikts war die 1963 erfolgte Umhabilitierung des Medizinhistorikers und ehemaligen SS-Offiziers Alexander Berg nach Göttingen, die sein Göttinger Fachkollege und DGGMNT-Vorsitzender Gernot Rath unterstützt hatte. Gegen diesen Vorgang hatten sich Erwin H. Ackerknecht und jüngere Fachvertreter entschieden geäußert.